# Gyűrűscombú barázdáscsíkbogár
A gyűrűscombú barázdáscsíkbogár, több forrás szerint egyszerűen csak barázdás csíkbogár (Acilius sulcatus) a rovarok (Insecta) osztályának bogarak (Coleoptera) rendjébe, ezen belül a csíkbogárfélék (Dytiscidae) családjába tartozó faj. Közeli rokona a sárgacombú barázdáscsíkbogár (Acilius canaliculatus), mely megjelenésre hasonló és szintén elterjedt faj, mocsaras, lápos területeken sokszor gyakoribb a gyűrűscombú barázdáscsíkbogárnál.
Nemének a típusfaja.

## Előfordulása
A barázdás csíkbogár Dél-Spanyolország és Dél-Olaszország kivételével egész Európában az északi sarkkörig előfordul. Főleg halastavakban és dús növényzetű, vizekben gyakori.

## Megjelenése

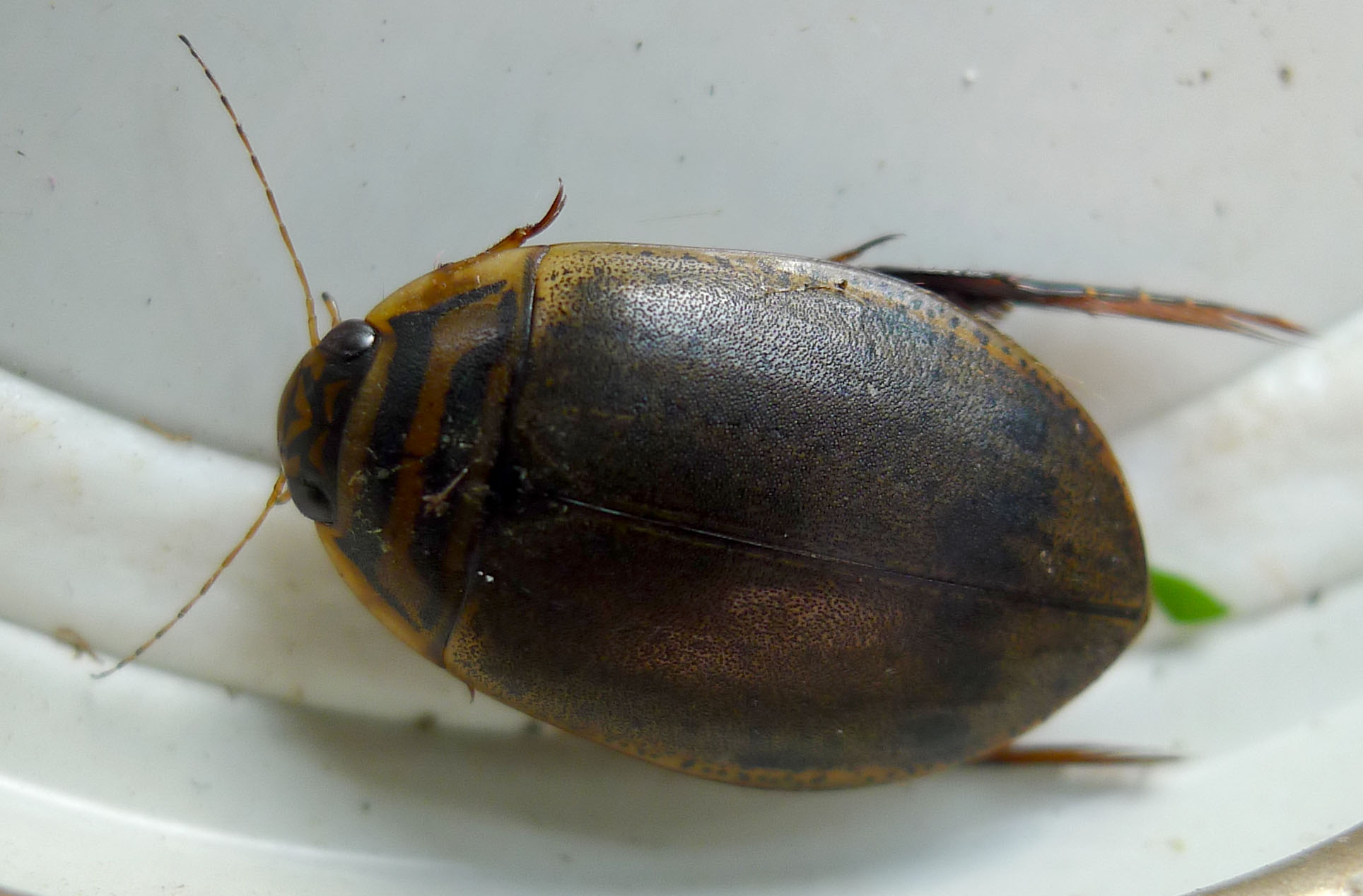
Barázdás csíkbogár imágó

A barázdás csíkbogár 1,5-1,8 centiméter hosszú. Erősen lapított teste széles-ovális. A hím és a nőstény egymástól nagyon eltérő (nemi kétalakúság). A nőstények szárnyfedőin 3-4 borda húzódik, a közöttük levő széles barázdák sűrűn szőrözöttek. Előhátukat két fekete harántsáv díszíti, homlokán V alakú mintázat van. Elülső lábaikon nincs bunkó alakú megvastagodás. A hímek szárnyfedői simák. Elülső lábaikon a sárgaszegélyű csíkbogárhoz (Dytiscus marginalis) hasonlóan egy-egy kerekded tapadókorong van, amelynek segítségével párosodáskor a nőstény előhátán megfogódzkodnak. A barázdás csíkbogár jellegzetes sárga-fekete rajzolatú. Ideálisan áramvonalas, lapított testével mind a hím, mind a nőstény kiváló úszó. A hosszú úszósertékkel ellátott hátulsó lábak evezőként szolgálnak. Úszáskor ezeket együtt mozgatják.

## Életmódja

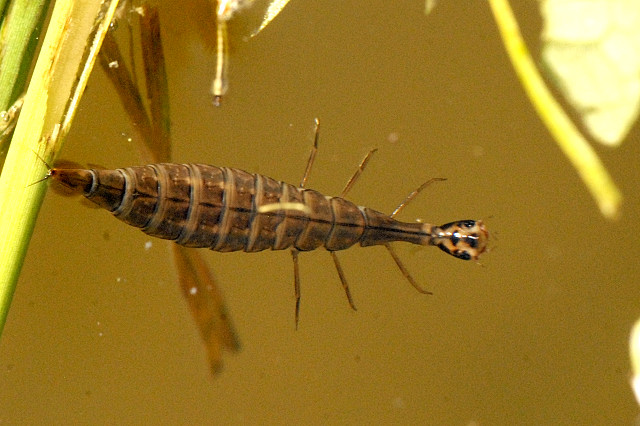
Barázdás csíkbogár lárva

Élőhelye az iszapos talajú álló- és lassú folyású vizek, de mocsarakban, sőt pocsolyákban is előfordul. Jól repül és jól úszik. Élő és elhullott víziállatokkal táplálkozik. Enyhe nyári éjszakákon gyakran repülnek új élőhelyek után kutatva. Amikor levegőt vesz, a potroha végét dugja ki a vízből, és így újítja meg a szárnyfedői alatt lévő levegőtartalékát. A bogarak gyakran komótosan evezgetve pásztázzák vadászterületüket. Pihenéskor a víz alatt hosszú középső lábaival a vízinövényekbe kapaszkodik, időről-időre azonban a felszínre jön. Jól úszik, de 1 méternél mélyebbre nem merül le. A bogarak tartózkodási helyük vízében a jég alatt telelnek át. Az imágók és a lárvák is ragadozó életmódot folytatnak. Szívesen elfoglalja a kerti tavakat.  Kisebb tavak dús növényzetű parti részeiben országszerte gyakori. Kifejletten ez a faj is ártalmatlan, de a nagyobb lárvák haraphatnak.  Halastavakban gyakori.  Leginkább mocsarak, halastavak, árkok állóvizeit keresi fel tanyájául.

## Szaporodása
Nyáron vagy ősszel hagyja el a barázdás csíkbogár vékony falú, nedves földben lévő, cseresznyenagyságú és gömbölyű bábtokját, és ha a telet tavak, vagy tócsák vizében átélte, kb. márciusban kezdi meg szaporodási műveletét, amely a korai nyárig is eltarthat. A petéket nem süllyeszti vízinövényekbe, hanem közvetlenül a víz tükre fölött rejti el farészek, fűgyökérzet közé, vagy fakéreg alá. A felette aprófejű és karcsú nyakrésszel bíró lárvák gyenge szájszerveikkel nagyobb állatokra veszélytelenek. Fő táplálékát az első szakokban apró planktonrákok képezik, amelyek nedvét kiszívják. Wesenberg-Lund látta, amint ezek a lárvák vízinövényeken mászkáló kagylósrákokra vadásztak és ezeket egymásután szedték le a növényekről. Némelykor közvetlenül a víz tükre alatt is tartózkodnak ezek a kis rablók, amikor kilátásuk van egy-egy, a levegőben elsurranó rovart elcsípni és azt a hűvös hullámsírba húzva ott kényelmesen kiszívni. Később nagy számban nyüzsögnek a vízben az apró lárvák, amelyek kb. 4–5 nap multán érik el a 10 mm hosszúságot. A teljesen kifejlődött lárvák fején elül két görbült hegyes szívófog foglal helyet, amelyek a felső állkapcsoknak felelnek meg, ezeket egész hosszában csatorna szeli át. A Dytiscus-lárva a kifejlődött bogáréhoz hasonló rabló életmódot folytat. Mindenféle rovarlárva, víziászka, békaporonty, sőt apró halak is esnek áldozatául. Hegyes szívófogóját bevágja zsákmányába és beléjük fecskendezi táplálócsövéből származó barna nedvét. Ezzel áldozatát a legrövidebb idő alatt teszi ártalmatlanná, mert a befecskendezett nedv, mely fehérjét oldó erjesztőt tartalmaz, a test szöveteit gyorsan változtatja át folyékony nedvvé. Ilyenkor a rablónak könnyű dolga van, csak a táplálónedvet kell felszürcsölnie, a kiszürcsölt rovarok és ászkákból pedig csak üres bőrük marad meg. Lélegzésre a csíkbogárlárva is felszáll a víztükörhöz és a nyitott utolsó lélegzőnyíláspárral veszi fel a levegőt. Kifejlődött állapotában a lárva elhagyja a vizet és a nedves parton gyepdarabkák alatt, vagy kis földi lyukban alakul bábbá.

## Képtár

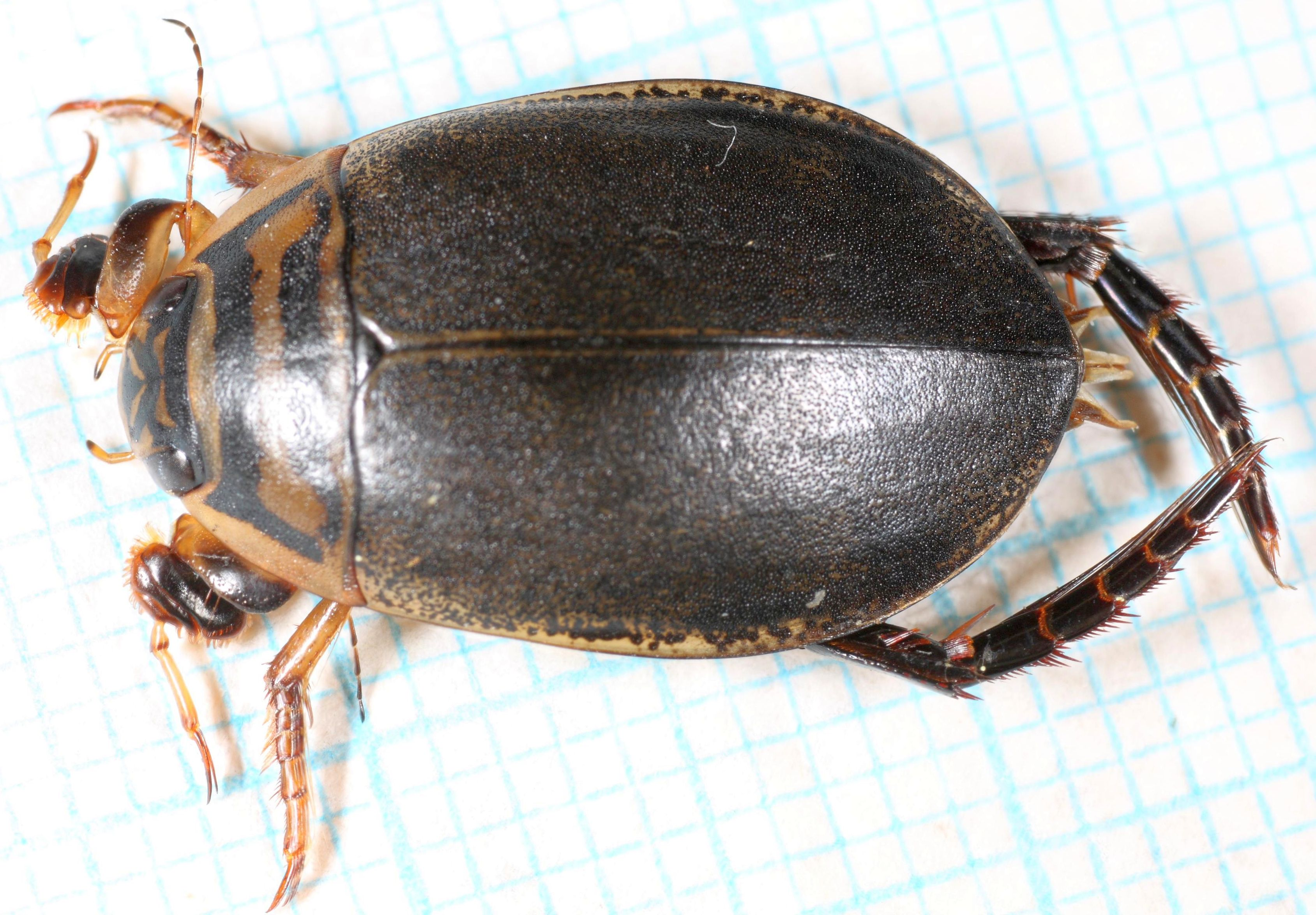
A hím
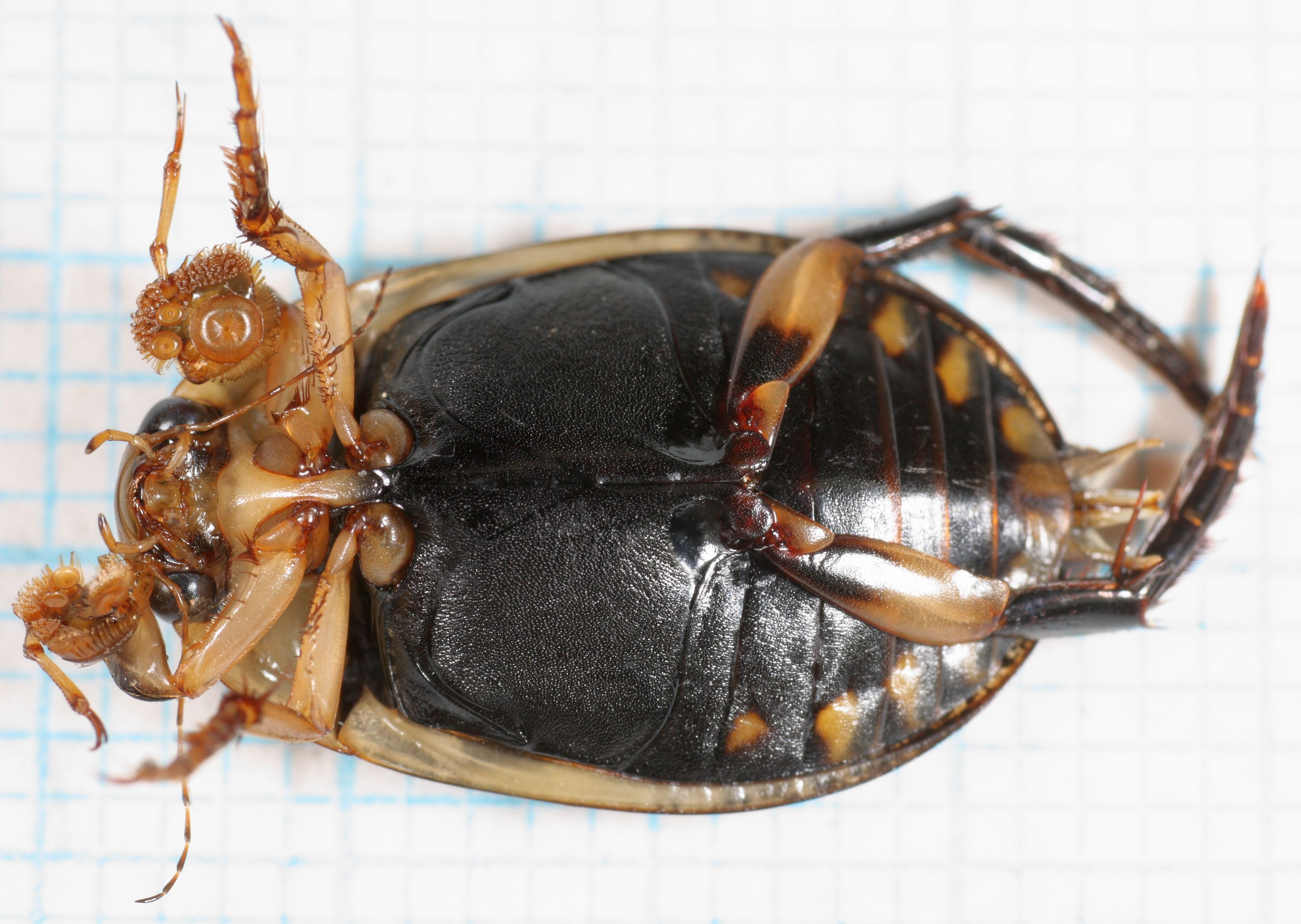
A hím mellső lábai tapadókorongokkal vannak ellátva
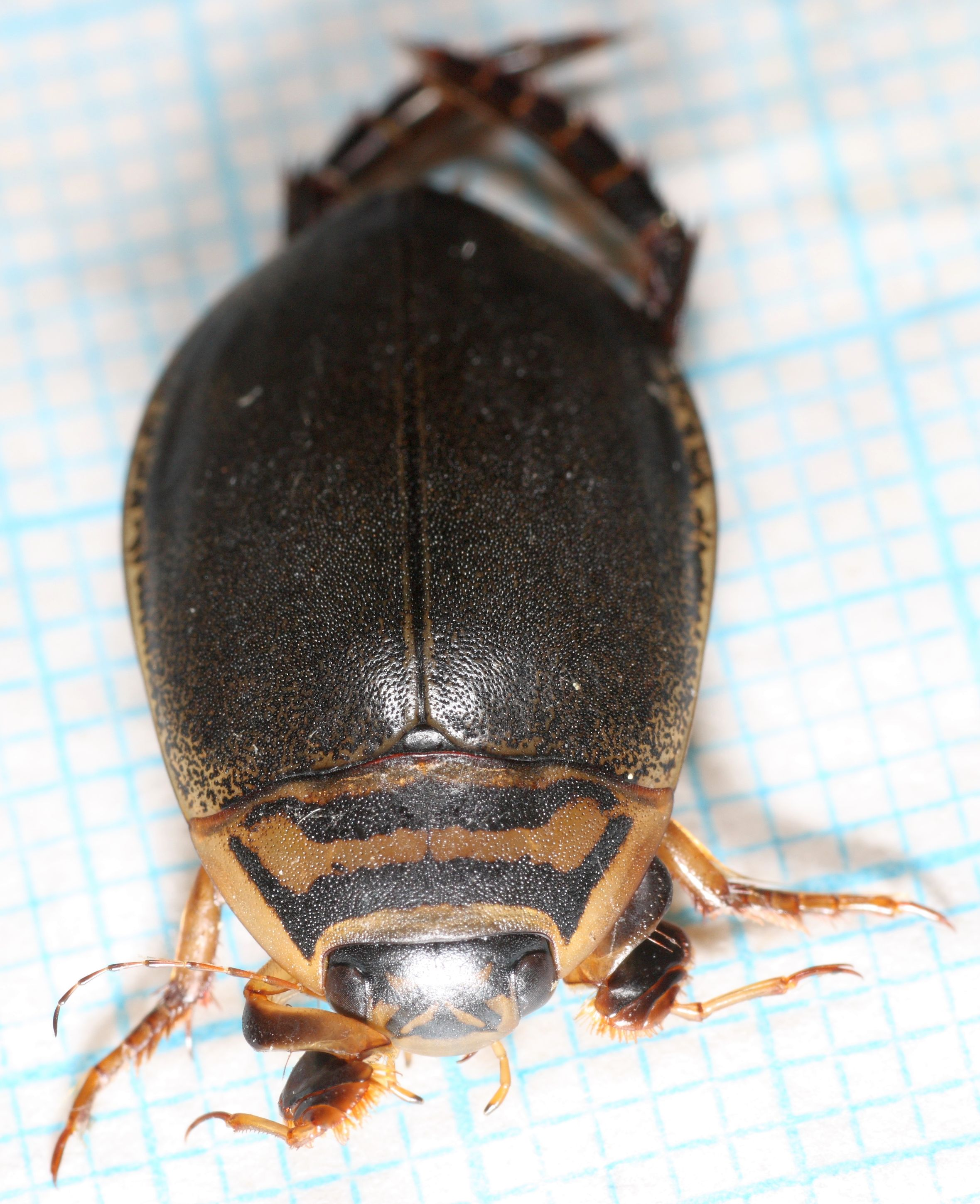
A hím
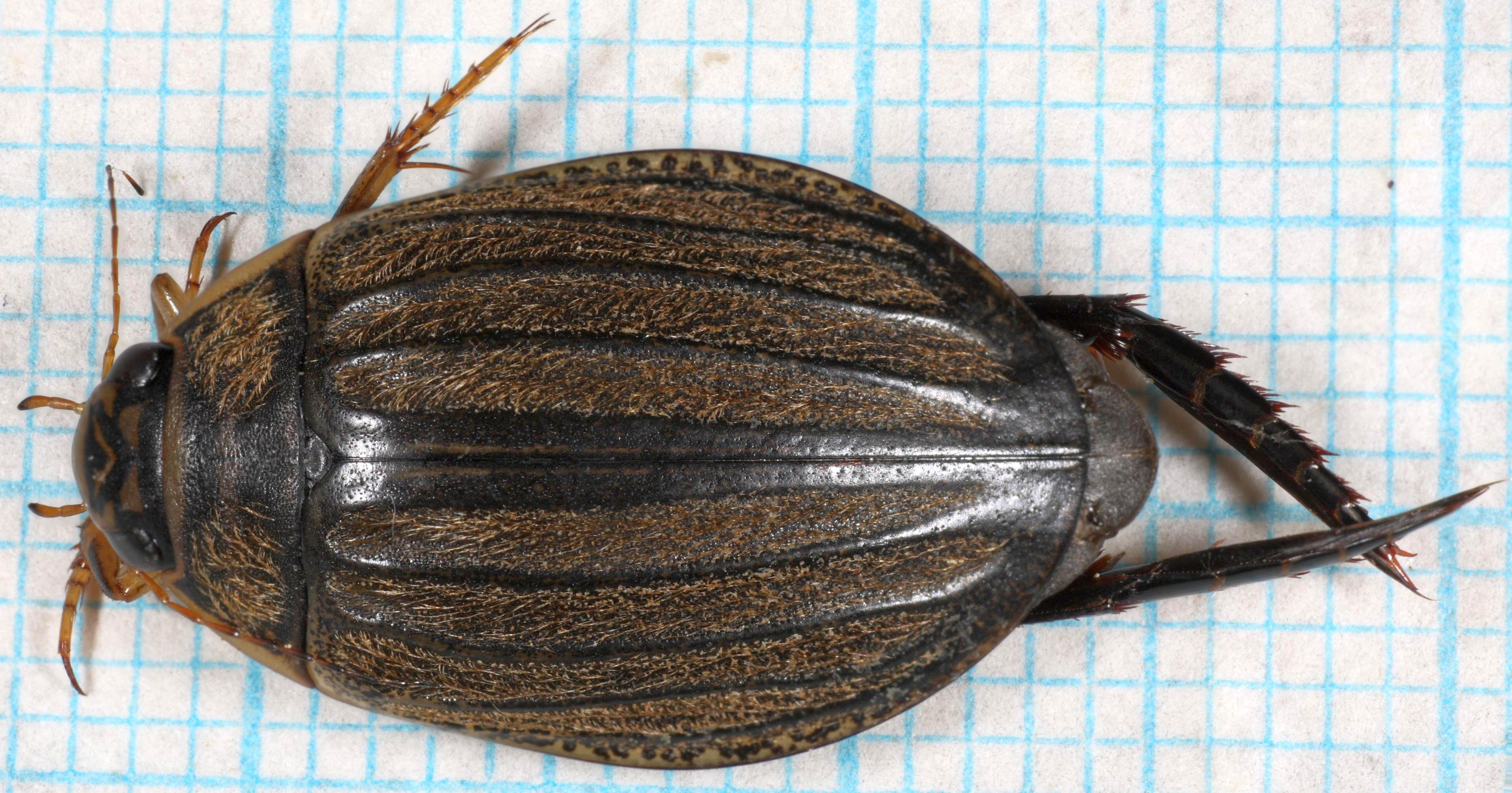
A nőstény
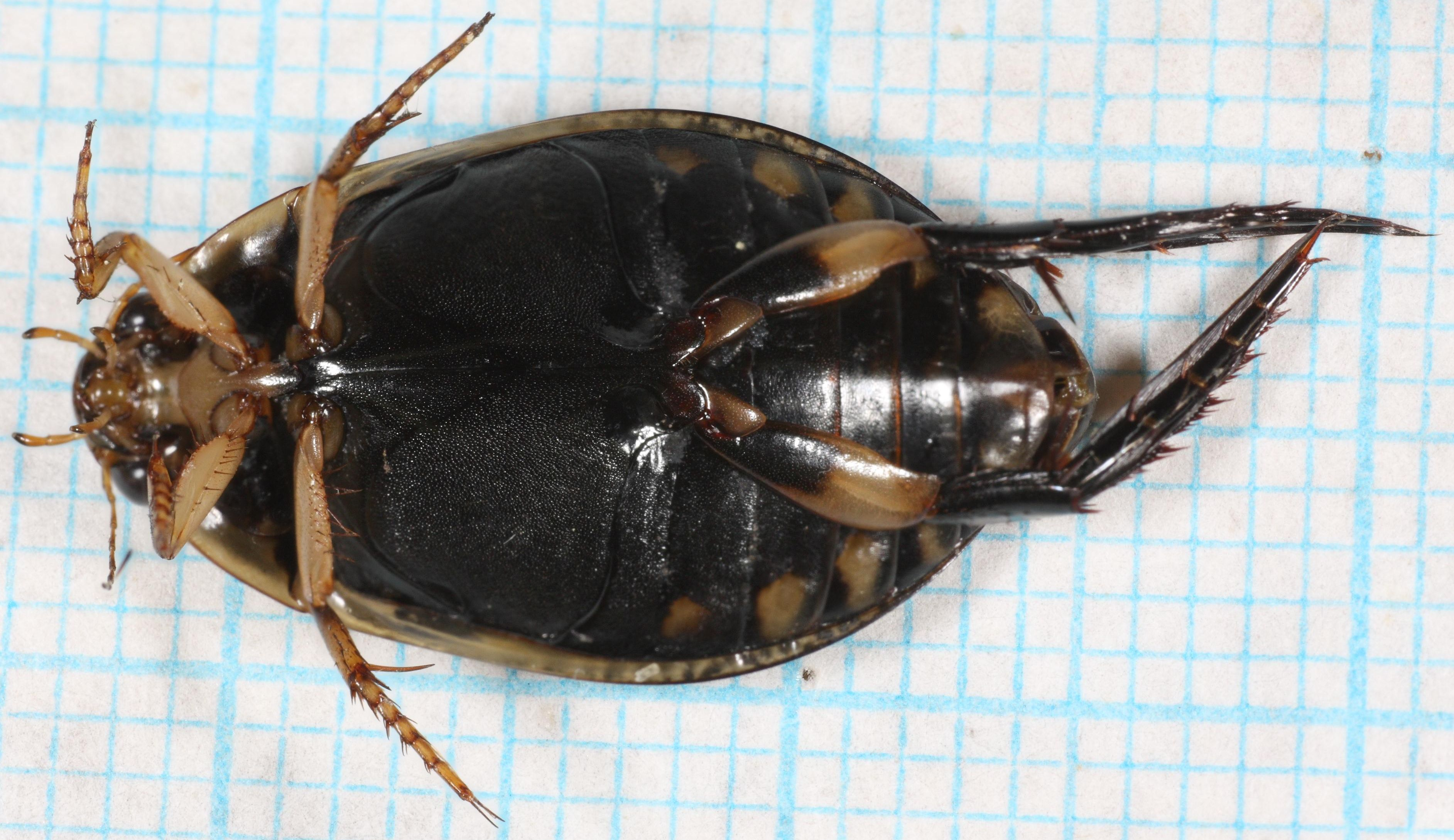
A nőstény